# گیوم کوئیلو
گیوم کوئیلو (انگلیسی: Guillaume Coelho؛ زادهٔ ۱۹ مارس ۱۹۸۶) بازیکن فوتبال اهل فرانسه است.